# 2007年飓风亨丽埃特
飓风亨丽埃特（英語：Hurricane Henriette）是2007年8月底到9月初对墨西哥西部大范围地区构成影响、导致9人丧生的一场一级飓风。系统源于2007年8月30日的一片扰动天气区，于次日成为热带风暴并获名“亨丽埃特”。气旋沿墨西哥太平洋海岸平行移动，因距离较近而在陆地上空产生大量降水。格雷罗州城市阿卡普尔科所受影响最大，有6人因遭遇山崩丧生，上百户家庭在拉萨瓦纳河泛滥后被迫疏散。亨丽埃特接下来转向北上朝下加利福尼亚半岛前进，强度在萨菲尔-辛普森飓风等级下达到一级飓风标准。气旋以最高强度从卡波圣卢卡斯以东登陆，当地1名女性因海潮高涨遇难。
飓风接下来进入加利福尼亚湾上空，然后又从索诺拉州瓜伊马斯附近登陆，产生可观降水后在西马德雷山脉上空消散，风暴残留还在新墨西哥州和德克萨斯州引发洪灾。这场飓风一共造成价值2.75亿墨西哥比索（2007年墨西哥比索，相当于2007年的2500万美元）的损失。风暴在飓风费利克斯袭击尼加拉瓜的同一天吹袭墨西哥，这也是历史上第二次有大西洋飓风和太平洋飓风在同一天登陆。

## 气象历史
2007年8月20日，一股东风波离开非洲西海岸向西移动，虽然在行经加勒比海期间有一些对流产生，但到这个月28日抵达中美洲时仍然没有出现显著发展。8月30日，位于墨西哥阿卡普尔科东南偏南方向约640公里海域的低气压区开始有强劲对流集中。这天下午，系统继续表现出强劲对流的发展迹象，形成广阔且层次分明的下到中层气旋转向区。协调世界时这天早上6点，美国国家飓风中心将位于阿卡普尔科东南方向约579公里洋面的系统归类为第十一号热带低气压。
对流继续组织，但气旋因遭遇大量东向和东北向风切变导致无法显著强化，并且风暴存在期间一直受到这些风切变的影响。低气压起初围绕中心位于墨西哥湾西部上空的副热带高压脊向西北偏西方向前进，然后又因中到上层高压脊的影响转向西北，沿墨西哥西海岸平行移动。8月31日，热带低气压在阿卡普尔科以南约137公里海域升级成热带风暴并获名“亨丽埃特”（Henriette）。

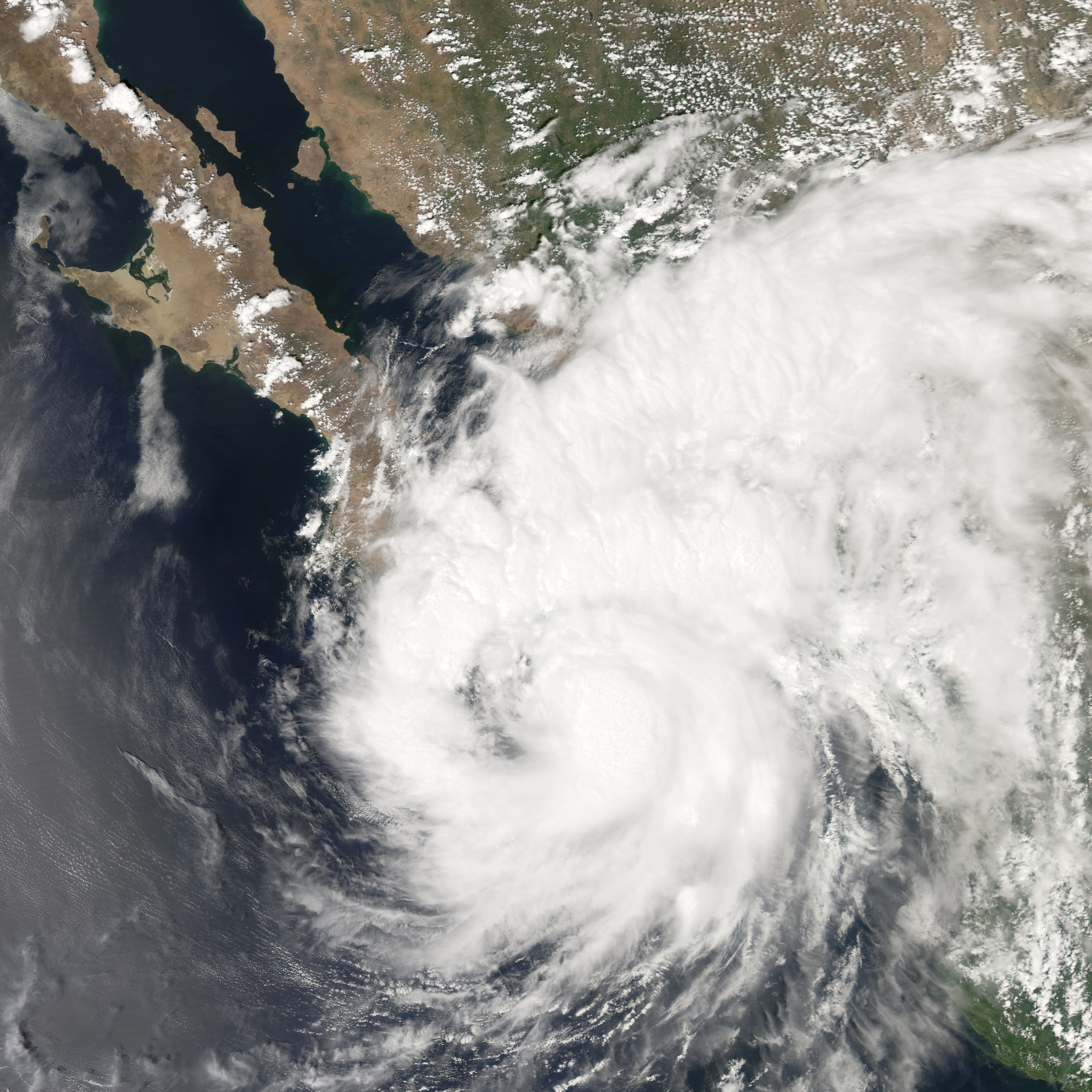
飓风亨丽埃特登陆下加利福尼亚半岛

风暴继续沿墨西哥海岸移动并产生暴雨。随着对流持续走强，亨丽埃特保持增强趋势，预计会达到飓风强度。然而，虽然风切变少，水温也明显较高，但气旋并未如预计般强化。这有可能是因为亨丽埃特距离陆地太近，同时还因移动速度缓慢导致水温因上升流而降低。风暴逐渐远离哈利斯科州，在此期间对流持续发展，系统逐渐增强。9月1日晚，受墨西哥北部上空形成的副热带高压脊影响，亨丽埃特转向西近，远离墨西哥太平洋海岸。
气旋结构继续改善，形成显著的眼状特征，于9月4日在转向西北偏北翰下加利福尼亚半岛逼近期间达到飓风强度，风暴还在向中纬度低压槽前进，逐渐向美国西海岸靠拢。9月4日早上，亨丽埃特在卡波圣卢卡斯（Cabo San Lucas）东南偏南方向约120公里洋面达到风力时速135公里的最高强度。
9月4日下午，亨丽埃特以风速每小时130公里强度从卡波圣卢卡斯以东不远处登陆，但只在陆地上行进6小时就进入加利福尼亚湾。飓风在此期间强度略有下滑，但这天大部分时间里都保持在一级飓风标准。次日，风暴又从瓜伊马斯附近登陆索诺拉州。亨利埃特在陆地上空迅速减弱，于9月6日清晨在墨西哥西北部山区上空消散。风暴残留继续向西穿越德克萨斯州西部和新墨西哥州东南部，被途经新墨西哥州的冷锋吸收。气旋残留带来湿气，并令大气稳定度降低，再加上边缘的风切变影响，共同引起山洪爆发和强烈雷暴。

## 防灾措施

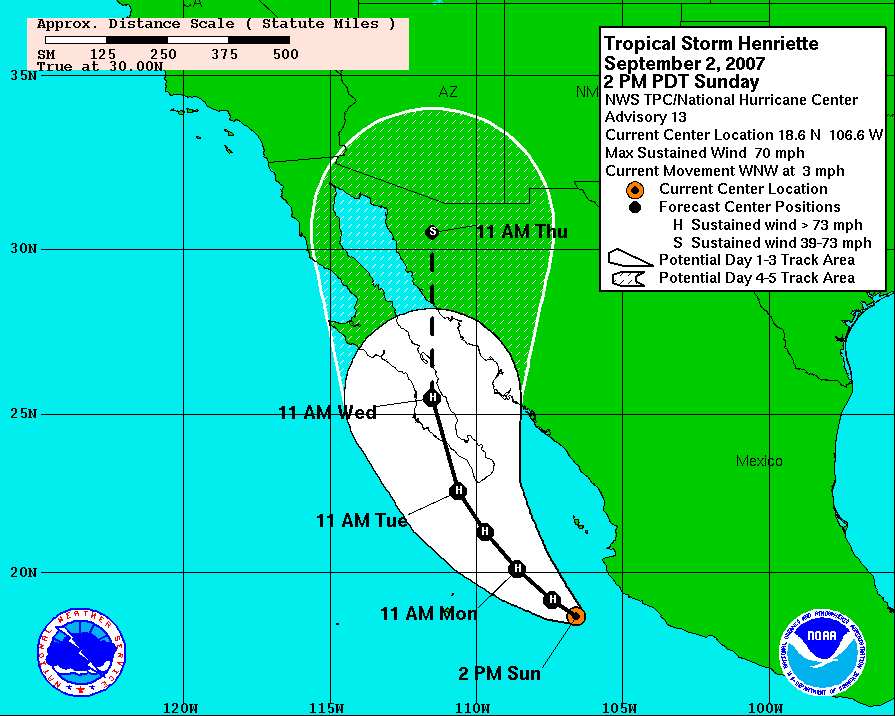
美国国家飓风中心于9月2日针对亨丽埃特发布的5日风暴路径预报

美国国家飓风中心未能在热带天气展望中充分预期飓风亨丽埃特的形成过程。展望中首次提及这一热带天气系统可能形成时，距第十一号热带低气压形成只剩约31小时，这个时间缩短到约13小时时，热带天气展望才明确表示可能会有热带低气压形成。
2007年8月31日，墨西哥国家气象局宣布瓦哈卡州的查卡华泻湖到哈利斯科州科连特斯角（Cabo Corrientes）之间地区进入警戒状态，要求公众对墨西哥南面及西南方向海岸可能出现的暴雨、狂风和风暴潮做好准备。格雷罗州教育部下令所有学校夜间停课，该州港口的导航动作也予关闭。考虑到气旋有可能增强，阿卡普尔科港湾的负责人员下令中止小型船只进出，并停止近海渔业捕捞。海滩还拉出蓝色和黄色标志，提醒泳客注意安全。9月4日，锡那罗亚州的马萨特兰港因飓风引起的恶劣天气被迫关停所有导航功能。港务局报称亨丽埃特产生超过4米的巨浪。原计划在马萨特兰港停靠的嘉年华菁华号（Carnival Pride）邮轮因港口关闭被迫折回海上。马萨特兰的学校停课两天，当地官员称有约600户家庭可能需要撤离。锡那罗亚州更北面的托波洛班波港（Topolobampo）也因风暴威胁关闭，某村社有20户家庭被迫疏散。
据南下加利福尼亚州拉巴斯的民防部门透露，当地首批将开设13个避难所，预计会有生活在高危地区的超过2000人疏散至此。部分地区警务部门建议市民（特别是生活在高危区域的市民）如非必要尽量不要出门，并提前找好撤离路线和临时避难所。拉巴斯的曼努埃尔·马尔克斯德莱昂国际机场和圣荷西得卡波（San José del Cabo）的洛斯卡沃斯国际机场均予关闭，导致7500至8500名游客滞留。洛斯卡沃斯的多个港口也因飓风威胁被迫全面关闭，拉巴斯的港口禁止小型船只通航。

## 影响

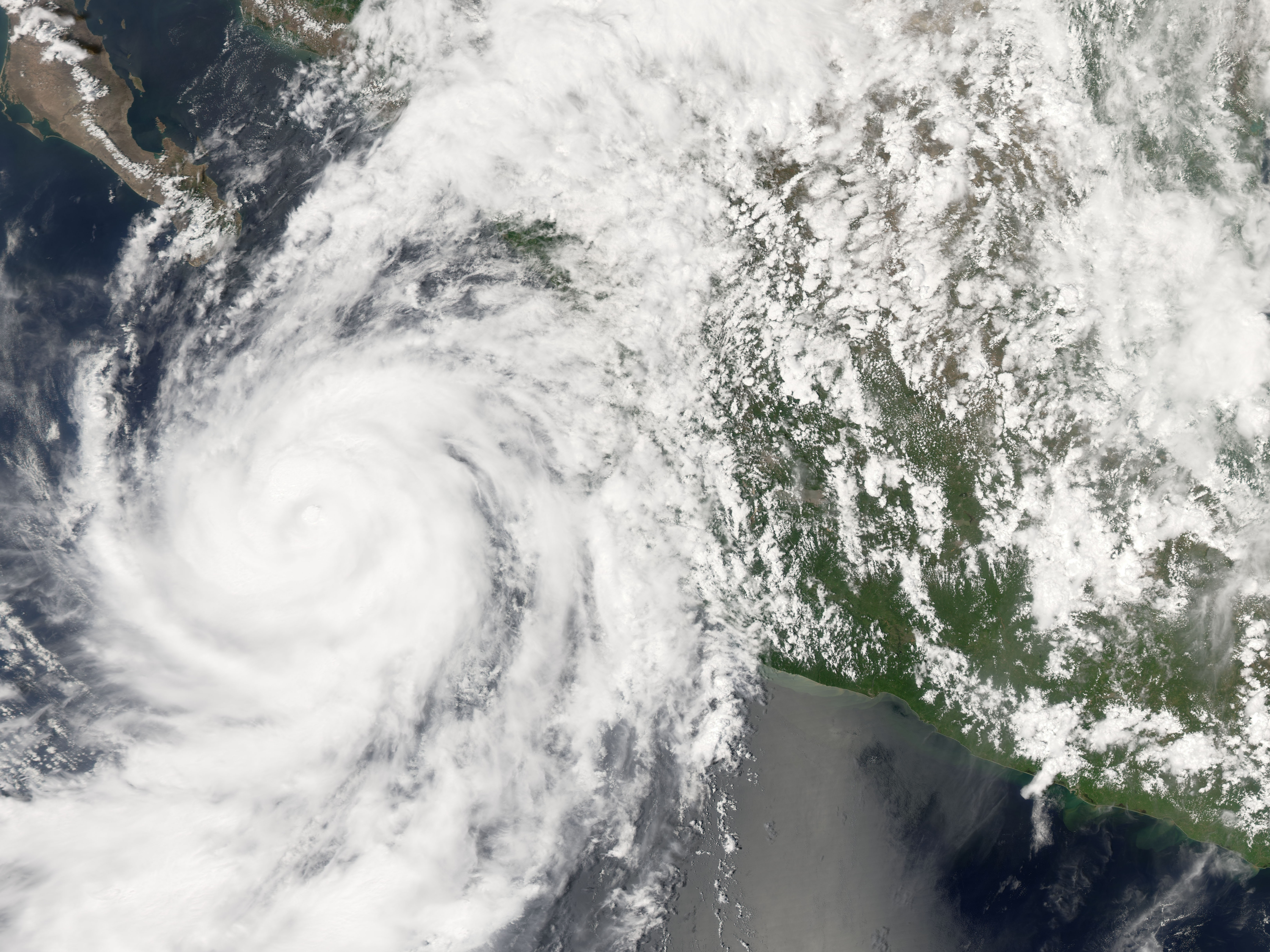
位于下加利福尼亚州以南洋面的热带风暴亨丽埃特

墨西哥度假城市阿卡普尔科受飓风打击最为严重。虽然风暴距该市最近时也在110公里外，但沿海地区的暴雨还是令土壤含水量饱和并引发泥石流。该市港口及两个郊区居民区内共有6人因遭遇岩崩丧生，其中3人因巨石砸中住房死亡，另外3人则是因房屋部分倒塌遇难。此外，拉萨瓦纳河泛滥产生的洪水迫使周边上百户家庭撤离。
阿卡普尔科港民防部门负责人豪尔赫·安东尼奥·帕切科·阿尔伯特（表示，亨丽埃特在海上经过期间，海岸沿线有约800人受伤，另有337人迁至临时避难所。米却肯州有约1万平方米海滩受到风暴破坏，约5000个榄蠵龟巢穴被毁，占该濒危物种在米却肯州巢穴总数的约十分之一。
索诺拉州有450套民房被飓风摧毁，伊查荷亚（Etchojoa）和瓦塔万波（Huatabampo）还有约5000套住宅受损，两地都生活有大量马约印第安人。风暴产生的降水令附近农田被淹，当地小麦因此停产，地方政府被迫开展熏蒸工作，防止爆发登革热疫情。亚基河谷有两人遇难，另有70套民宅被亨丽埃特的狂风摧毁。整个索诺拉州共有2万4000户家庭流离失所。
下加利福尼亚半岛的卡波圣卢卡斯附近有一名女性因遭遇高涨的海潮而遇难。另据报导，索诺拉州近海有两名渔夫丧生。连接瓜伊马斯和奥夫雷贡城的道路因河流溢出受损并封闭，约600辆车被困，拉萨罗卡德纳斯也因另一边河流泛滥受到影响。亨丽埃特的残留还在新墨西哥州和德克萨斯州引发山洪，地面的积水有20到30厘米深，道路表面的积水也有4厘米深，道路上还出现冰雹。墨西哥共计遭受了约2.75亿墨西哥比索（2007年墨西哥比索，相当于2007年的2500万美元）的损失。